# 路博徳
路 博徳（ろ はくとく、生没年不詳）は、前漢の人。西河郡平周県の人。

## 生涯
漢の武帝の元狩4年（紀元前119年）、路博徳は右北平太守の身分で驃騎将軍霍去病に従い匈奴遠征に参加、その軍功により符離侯（千六百戸。『漢書』では邳離侯）に封じられた。
元鼎5年（紀元前112年）には伏波将軍（前漢における伏波将軍の初見）に任じられて南越国討伐に参加した。元鼎6年（紀元前111年）、南越の首都の番禺城の将兵をして開城させ、部下が南越王趙建徳を捕らえる功績を挙げた。南越を滅した漢はその故地に9郡を置いた。
太初元年（前104年）、子が逆不道罪を犯したことに連座して侯の地位を除かれる。太初3年（前102年）、武帝は路博徳を再起用して強弩都尉に任じ、居延に屯田させた。天漢4年（前97年）、李広利が騎兵6万・步兵7万を率いて朔方から匈奴を北伐したとき，路博徳は1万人余りを率い、作戦を共にした。

## 備考
- 南越討伐に際し、路博徳は同僚の楊僕に対して後れを取ったが、最終的に最大の功績を挙げた。司馬遷は『史記』南越列伝において「因禍為福、成敗之轉、譬若糾墨」と評している。「禍福は糾える縄の如し」という成語の出典とされる[5]。

## 伝記資料
- 『史記』巻一百一十 匈奴列伝第五十
- 『史記』巻一百一十一 衛将軍驃騎列伝第五十一
- 『史記』巻一百一十三 南越列伝第五十三
- 『漢書』第十七 景武昭宣元成功臣表第五
- 『漢書』第五十五 衛青霍去病伝第二十五
- 『漢書』第九十五 西南夷両粤朝鮮伝第六十五